# Religião tradicional de Timor-Leste
A religião tradicional animista de Timor-Leste foi a fé étnica dominante na ilha durante boa parte do século XX. Quando Timor-Leste conquistou a independência de Portugal em 1975, apenas cerca de 30% da população era católica. O cristianismo limitou-se à capital Díli e a algumas cidades maiores. Os ritos e conteúdos variam dentro dos diferentes grupos étnicos de Timor, mas havia elementos comuns entre todos os grupos étnicos.
O centro da religião está no Dato-lulik ou raulik, o sacerdote local que serviu como intermediário para o mundo espiritual. “Lulik” significa algo como “sagrado” ou “tabu”.

## Noções básicas
O Dato-lulik é o ator principal nos sacrifícios de animais, que são realizados em eventos especiais da vida dos timorenses. Os sacrifícios de animais são feitos aos espíritos dos ancestrais e aos espíritos da natureza que vivem nas florestas, pedras e águas. Estas se materializam em rios, montanhas, florestas e jardins. Um desses lugares sagrados é o Monte Matebian. Diz-se que os espíritos dos ancestrais vivem aqui. Existem diferentes cerimônias para diferentes acontecimentos da vida, como a lavagem dos olhos (fasematam) no nascimento ou a cerimônia do corte de cabelo (tesifuk). As viagens também não são realizadas sem o consentimento dos espíritos. Parte da carne de frango é oferecida como sacrifício aos espíritos que vivem nas copas das árvores antes de uma árvore ser derrubada. O cultivo do arroz também é acompanhado de cerimônias.
Antigamente, uma grande proporção de animais de fazenda era sacrificada. Em 1936, os colonos portugueses viam isto como um desperdício de milhares de animais todos os anos. Portanto, restrições foram impostas. O sacrifício de fêmeas em idade fértil era totalmente proibido. Os sacrifícios de animais tinham que ser aprovados mediante o pagamento de uma taxa. Mas mesmo o registo de todos os animais de criação e as pesadas multas não impediram os sacrifícios. Eles foram realizados principalmente secretamente. 
Outros componentes da religião incluem o culto aos ancestrais e a veneração de relíquias. As relíquias e objetos sagrados (Sasan Lulik) são guardados nas casas relicárias sagradas, a Uma Lulik. Possui porta frontal e lateral, é vedada e decorada com caveiras de búfalo. Uma das duas portas está reservada ao Dato-lulik, pela outra passam aqueles que lhe querem pedir conselhos. Cada aldeia timorense costumava ter uma Uma Lulik, e a maior de cada reino ficava ao lado da casa do Liurai, o tradicional governante. Hoje em dia, Uma Luliks está a ser reconstruída novamente, mesmo que a maioria da população se identifique como católica. Além dos objetos sagrados, as joias cerimoniais dos Dato-Luliks também são guardadas na Uma Lulik. Um peitoral redondo de metal (belak), pulseiras e uma coroa com longos chifres de búfalo, o Kaibauk. Cada família tem seu próprio pequeno relicário. Pequenas figuras representando os antepassados guardam a entrada da aldeia e também são levadas para todo o lado pelos timorenses. O objeto mais sagrado é o Batu-lulik. Diz-se que esta pedra foi dada aos timorenses para fazerem oferendas na criação do mundo. Animais e plantas podem servir como totens que podem ser aplicados a clãs inteiros. Os membros do clã têm tabus dietéticos especiais. Há uma grande reverência pelo crocodilo que vive em Timor. Segundo o mito da criação timorense Lafaek Diak, a ilha surgiu do corpo de um crocodilo gigante. Os timorenses chamam por isso o crocodilo de avô.
Os Liurai derivaram sua reivindicação de poder em parte da posse dos objetos sagrados. Podem ser crânios de búfalo, lanças, uniformes antigos, armas de fogo ou símbolos do falecido Liurais. Quando os portugueses ocuparam o país, os timorenses aceitaram os líderes dos portugueses como superiores na sua hierarquia, com um exército maior e homens santos, os padres católicos, com um Luli maior. Os Liurai, confirmados como administradores de Portugal, foram relegitimados com a entrega da bandeira. A bandeira portuguesa e até o mastro eram, portanto, vistos como objetos sagrados. O culto à bandeira é de importância central para os Mambai, que prestaram juramento de lealdade aos portugueses quando Díli foi fundada.
A caça de cabeças foi uma tradição até meados do século XX, tendo experimentado um renascimento entre algumas milícias durante a turbulência da ocupação indonésia de Timor-Leste. Originalmente, era frequentemente usado para alcançar prestígio ritual e social. As cabeças dos inimigos mortos eram transportadas para a aldeia ancestral ao acompanhamento de canções sombrias (os lorsai) e da dança feminina Likurai, onde serviam como lulik. No entanto, se a paz fosse concluída entre as partes em conflito, as cabeças capturadas eram devolvidas ao seu grupo de origem. O canibalismo era desconhecido em Timor. No entanto, juramentos de sangue para garantir alianças e vinganças de sangue eram comuns. A constante agitação do Timor colonizado, tanto na parte portuguesa como na holandesa, pode ser explicada pelo aspecto da guerra ritual chamada no Tetum Funu.

## Situação atual
Durante a luta pela liberdade contra a Indonésia (1975-1999), a Igreja Católica tornou-se a força unificadora entre as doze maiores associações tribais de Timor-Leste contra os indonésios predominantemente muçulmanos. Em 2010, apenas cerca de 0,3% dos timorenses eram animistas. Em Timor Ocidental a proporção de animistas é igualmente baixa. Os missionários cristãos tiveram aqui os seus primeiros sucessos no início do século XX e também aqui o cristianismo serve como elemento delimitador contra a maioria muçulmana da Indonésia. Contudo, um inquérito realizado em Timor Ocidental em 2001 mostrou que mais de 70% da população ainda está enraizada no culto dos antepassados e na crença em espíritos. O Cristianismo em Timor é fortemente influenciado pelos ritos tradicionais em ambas as partes da ilha.
Existem também vários movimentos juvenis timorenses com algumas centenas a alguns milhares de membros, como o Colimau 2000 ou a Sagrada Família, cujas ideologias têm traços quase religiosos. Estes grupos utilizam elementos cristãos e animistas, como a crença de que os combatentes mortos na luta pela independência contra a Indonésia poderiam ser ressuscitados para ajudar os grupos na luta. Existem também Kakaloks (grupos mágicos), como o 7-7 (Sete-Sete), aos quais são atribuídos poderes mágicos. 7-7 tem muitos membros jovens com cicatrizes recentes e visíveis, sugerindo que continua a recrutar ativamente, ao contrário de outros grupos mágicos. O 7-7 começou recentemente a atuar como um clube de artes marciais.
Outros incorporam histórias bíblicas em suas lendas locais. É assim que se chamam os primeiros antepassados míticos Adão e Eva ou se explica que a Virgem Maria nasceu em Laclubar. Desta forma, a origem da humanidade será deslocalizada para Timor e será dada a prova de que a fé católica sempre fez parte da cultura timorense. A Igreja Católica Romana em Timor Leste é vista como uma defensora de rituais ancestrais, e não como uma oponente. Ela integrou várias crenças, termos e rituais em suas práticas. 
As Uma Lulik, as casas sagradas, com o seu formato especial são consideradas um símbolo nacional em Timor-Leste. É por isso que novas casas ainda estão sendo construídas hoje. A mais antiga Uma Lulik existente está localizada em Tineru, no município de Bobonaro.